# 早川真代
早川 真代（はやかわ まさよ、1976年11月24日 - ）は、日本のフリーアナウンサーで、エステティックサロン経営者。
愛知県大府市出身。NTB（旧・名古屋タレントビューロー）所属。血液型はO型。既婚。

## 略歴
愛知淑徳中学校・高等学校を経て上智大学外国語学部ポルトガル語学科卒業。2001年から2003年まで富山テレビ放送で契約アナウンサーを経た後、結婚を機に名古屋へ転居し中部圏でテレビリポーターや司会を行っている。現在は中京テレビのキャッチ!でナレーションを勤めている。

## 出演中の番組
- キャッチ!（中京テレビ） - ナレーション[2]
- news zero 中京テレビローカルパート
- 真相報道 バンキシャ! 中京テレビローカルパート

## 過去出演した番組
- 「飛騨国テレビ」（岐阜放送）
- 「ドラゴンズくらぶ」（メ〜テレ）
- 「ドラゴンズガッツナイト」（東海ラジオ）
- 「中日新聞ニュース」（CBC）
- 「ラジオショッピング」 (FM AICHI)
- 「NEXCO中日本 Lovin' Drive」（FMとやま、FM石川、FM福井）